# Den etiska slampan
Den etiska slampan: en handbok i polyamori, öppna relationer och andra äventyr (i original, första utgåvan: The Ethical Slut: A Guide to Infinite Sexual Possibilities) är en bok från 1997, skriven av Dossie Easton och Janet Hardy (den senare under pseudonymen Catherine A. Liszt i första utgåvan) och översatt till svenska av Annelie Axén 2018. Boken behandlar polyamorösa relationer och ger praktiska tips på hur man får dem att fungera långsiktigt. Boken har gett upphov till en teaterpjäs som satts upp på Broom Street Theater.

## Utgåvor
Det engelskspråkiga originalverket The Ethical Slut har utökats och moderniserats i två omgångar och föreligger i tre utgåvor:
- The Ethical Slut: A Guide to Infinite Sexual Possibilities, första utgåvan, 1997
- The Ethical Slut: A Practical Guide to Polyamory, Open Relationships & Other Adventures, andra utgåvan, 2009
- The Ethical Slut, Third Edition: A Practical Guide to Polyamory, Open Relationships, and Other Freedoms in Sex and Love, tredje utgåvan, 2017